# Theta Volantis
Theta Volantis (θ Volantis, förkortat Theta  Vol, θ Vol) som är stjärnans Bayerbeteckning, är en enkel stjärna  belägen i den östra delen av stjärnbilden Flygfisken. Den har en skenbar magnitud på 5,19 och är svagt synlig för blotta ögat där ljusföroreningar ej förekommer. Baserat på parallaxmätning inom Hipparcosuppdraget på ca 13,6 mas, beräknas den befinna sig på ett avstånd på ca 240 ljusår (ca 74 parsek) från solen.

## Egenskaper
Theta Volantis är blå till vit stjärna i huvudserien av spektralklass A0 V. Den har en massa som är ca 2,3 gånger större än solens massa, en radie som är ca 2,4 gånger större än solens och utsänder från dess fotosfär ca 37 gånger mera energi än solen vid en effektiv temperatur på ca 8 753 K. Den är en ung stjärna med en beräknad ålder av några hundra miljoner år och roterar snabbt med en prognostiserad rotationshastighet på 98 km/s.
Theta Volantis har två optiska följeslagare, en av magnitud 15,0 separerad med 22,10 bågsekunder vid en positionsvinkel på 58° och en av magnitud 10,64 separerad med 41,3 bågsekunder vid en positionsvinkel av 105° (båda noterade år 2000 ).